# Pogrom w Wilnie
Pogrom wileński – pogrom ludności żydowskiej w Wilnie w dniach 19–23 kwietnia 1919, do którego doszło po opanowaniu miasta przez Polaków. Zdarzenia miały miejsce po odbiciu miasta z rąk bolszewików 19 kwietnia, przez pułk kawalerii pod dowództwem podpułkownika Władysława Beliny-Prażmowskiego złożony z trzech batalionów i 2 Dywizję Piechoty Legionów generała Edwarda Śmigłego-Rydza. Żydzi zostali oskarżeni o sprzyjanie bolszewikom i strzelanie do wkraczających wojsk polskich. Legioniści zdewastowali cmentarze żydowskie, a także zaatakowali dzielnicę żydowską, plądrując mieszkania, sklepy i zabijając ponad 50 osób. Wśród zamordowanych był znany żydowski dramaturg i działacz Bundu – A. Wajter, zamordowany 21 kwietnia, którego ciało leżało w ulicznym rynsztoku przez kolejne dwa dni aż do ustania zamieszek.